# راغودوكة صومالية
راغودوكة صومالية (الاسم العلمي:Rhagodoca somalica ) هي نوع من العنكبوتيات تتبع جنس الراغودوكة من فصيلة الراغودات.